# Инцидент, или Случай в метро
«Инцидент, или Случай в метро» (англ. The Incident) — американский социальный неонуар-триллер 1967 года, написанный Николасом Э. Баером (основанный на его телеспектакле «Поездка с Террором», который ранее был адаптирован как телевизионный фильм 1963 года) и режиссёром Ларри Пирсом. В фильме сыграли начинавшие актёры Тони Мусанте и Мартин Шин (для которых эта работа стала кинодебютом) в ролях двух уличных бандитов, которые терроризируют 14 пассажиров, делящих вагон Нью-Йоркского метро.
Фильм входит в список эпохи «Новый Голливуд».

## Сюжет
В ночном нью-йоркском метро два хулигана вваливаются в один из полупустых вагонов и начинают третировать пассажиров. Одни, парализованные страхом перед отморозками, нервно ждут своей остановки, другие, молча, наблюдают со стороны и не решаются вмешаться. Но очередь дошла до каждого, и ночная поездка превратилась в настоящий террор, который надо было найти смелость остановить.

## В ролях
| Актёр              | Роль                                   |
| ------------------ | -------------------------------------- |
| Тони Мусанте       | Джо Ферроне уличный бандит №1          |
| Мартин Шин         | Арти Коннорс уличный бандит №2         |
| Бо Бриджес         | Рядовой Феликс Тефлингер               |
| Брок Питерс        | Арнольд Робинсон                       |
| Руби Ди            | Джоан Робинсон жена Арнольда Робинсона |
| Джек Гилфорд       | Сэм Беккерман                          |
| Тельма Риттер      | Берта Беккерман жена Сэма Беккерман    |
| Эд МакМахон        | Билл Уилкс                             |
| Диана Ван дер Влис | Хелен Уилкс жена Билла Уилкса          |
| Майк Келлин        | Гарри Пурвис                           |
| Джен Стерлинг      | Мюриель Пурвис жена Гарри Пурвиса      |
| Гэри Меррил        | Дуглас Маккен                          |
| Роберт Филдс       | Кеннет Отис                            |
| Роберт Баннерд     | Рядовой Филипп Карматти друг Феликса   |
| Виктор Арнольд     | Тони Гойя                              |
| Донна Миллс        | Элис Кинан                             |

## Съёмки
- Вагон подземки, в котором проходили съёмки, являлся точной копией использовавшихся в тот период вагонов. Продюсеры специально запросили чертежи у компании-производителя и работали с ними. Вне вагона были установлены фонари. Они загорались и гасли по очереди, создавая эффект движения состава на скорости 48 км/ч.[4]
- Оператор Джералд Хиршфелд в интервью сказал, что он снимал в чёрно-белом цвете, чтобы получить «максимально реалистичный стиль картинки»; тестовые снимки были сделаны в цвете, но они получились отвлекающими от желаемого «мрачного» эффекта.[5]
- Управление транспорта Нью-Йорка отказало авторам фильма в разрешении производить съёмки на территории своих объектов, однако кинематографистов это не остановило. Оператор Джералд Хиршфелд с помощником ездили подземкой и снимали скрытой камерой. Как только звук работающей камеры их выдавал, они прекращали съёмки и поспешно ретировались, чтобы вскоре снова вернуться. Хиршфелд впоследствии объяснил, что снимал в чёрно-белом режиме, так как цвета на экране не давали бы зрителям сосредоточиться на сюжете.
- Все сцены внутри вагона метро были сняты в студийном макете выставки IRT World’s Fair Lo-V No.5674. Продюсеры связались с St. Louis Car Co. для воспроизведения оригинальных чертежей вагона. Осветительные приборы были установлены вдоль внешней стороны вагона и освещались последовательно, чтобы имитировать скорость 39 миль/час. Кадры из метро были сняты камерами, спрятанными внутри мешков[4]

## Награды и номинации
1968 Кинофестиваль в Мар-дель-Плата
- Тони Мусанте —  приз лучшего актёра за роль Джо Ферроне
- Николас Э. Баер —  приз за лучший сценарий
- Ларри Пирс —   главный приз критиков

1970 Circulated de Escritores Cinematograficos (с исп.  — Общество кинокритиков Испании)
- Награда CEC  за лучший художественный и экспериментальный фильм